# Joseph (EP)
Joseph è il secondo EP del cantautore italiano Holden, pubblicato il 24 maggio 2024 dalle etichette LaTarma Records, ADA Music Italy e Warner Music Italy.

## Descrizione
Il disco, composto da sei brani e scritto e prodotto dallo stesso Holden in collaborazione con altri autori e produttori, tra cui Emyk, Francesco Catitti, in arte Katoo, Kyv e Stefano Tognini, in arte Zef, è stato pubblicato dopo la partecipazione dell'artista alla ventitreesima edizione del talent show Amici di Maria De Filippi.

## Promozione
Per promuovere il disco il cantautore è stato impegnato con un Instore tour per venti date, dal 24 maggio al 27 giugno. Inoltre, ha svolto un tour che l'ha visto esibirsi, in estate, in vari festival musicali e nel mese di novembre, nei club italiani, effettuando diversi sold out.

## Tracce
1. Randagi – 3:17 (Joseph Carta, Alessandro La Cava, Daniele Fossatelli, Vincenzo Centrella)
2. Non siamo più noi due (feat. Gaia) – 4:11 (Joseph Carta, Gaia Gozzi)
3. Ossidiana – 2:46 (Joseph Carta)
4. Solo stanotte – 3:42 (Joseph Carta)
5. Nuvola – 2:49 (Joseph Carta, Angelina Mango)
6. Dimmi che non è un addio – 2:57 (Joseph Carta)

## Classifiche
| Classifica (2024) | Posizione massima |
| ----------------- | ----------------- |
| Italia            | 6                 |